# سوباسا هوندا
سوباسا هوندا (به ژاپنی: 本田 翼 Honda Tsubasa) (زادهٔ ۲۷ ژوئن ۱۹۹۲) یک هنرپیشه و مدل اهل کشور ژاپن است. از فیلم‌هایی که وی در آن نقش داشته می‌توان به کیمیاگر تمام‌فلزی اشاره کرد.